# Phosphila macerata
Phosphila macerata là một loài bướm đêm trong họ Noctuidae.